# Quasi-Park Narodowy Meiji no Mori Minō
Quasi-Park Narodowy Meiji-no-Mori-Minō (jap. 明治の森箕面国定公園 Meiji-no-Mori-Minō Kokutei Kōen) – quasi-park narodowy w regionie Kinki na Honsiu w Japonii.
Park obejmuje tereny usytuowane w prefekturze Osaka, o obszarze 9,63 km². Na terenie parku znajduje się wodospad Minō oraz grób mnicha Kaijō, który założył świątynię buddyjską Katsuō-ji.
Pomimo niewielkiej odległości od metropolii Osaka, w parku rośnie 1 300 gatunków roślin i zamieszkuje 3 500 gatunków owadów. Park jest również znany jako raj dla dużej liczby ptaków, zwierząt, ryb i małp, które są chronione przez prawo.
Quasi-Park Narodowy Meiji-no-Mori-Minō Tokai poprzez Tokai Nature Trail (Tōkai Shizen Hodō), długodystansową trasę pieszą o długości 1697 km, prowadzącą przez 11 prefektur jest połączony z Quasi-Parkiem Narodowym Meiji no Mori Takao w Tokio. Wędrówka wzdłuż całego szlaku zajmuje od 40 do 50 dni.
Park jest klasyfikowany jako chroniący krajobraz (kategoria V) według IUCN.
Obszar ten został wyznaczony jako quasi-park narodowy 11 grudnia 1967. Podobnie jak wszystkie quasi-parki narodowe w Japonii, jest zarządzany przez samorząd lokalny prefektury.

## Galeria

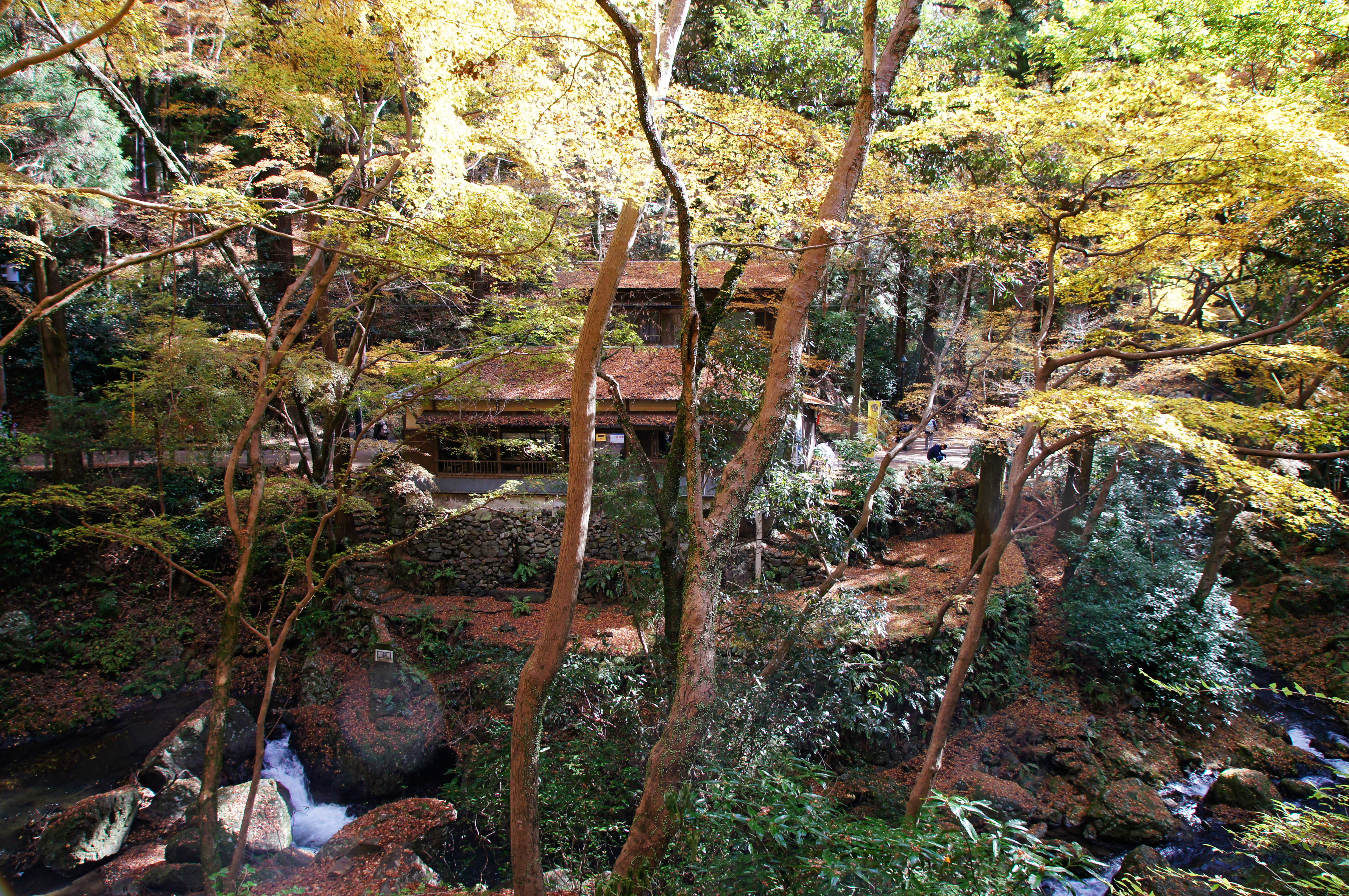
Park Minō
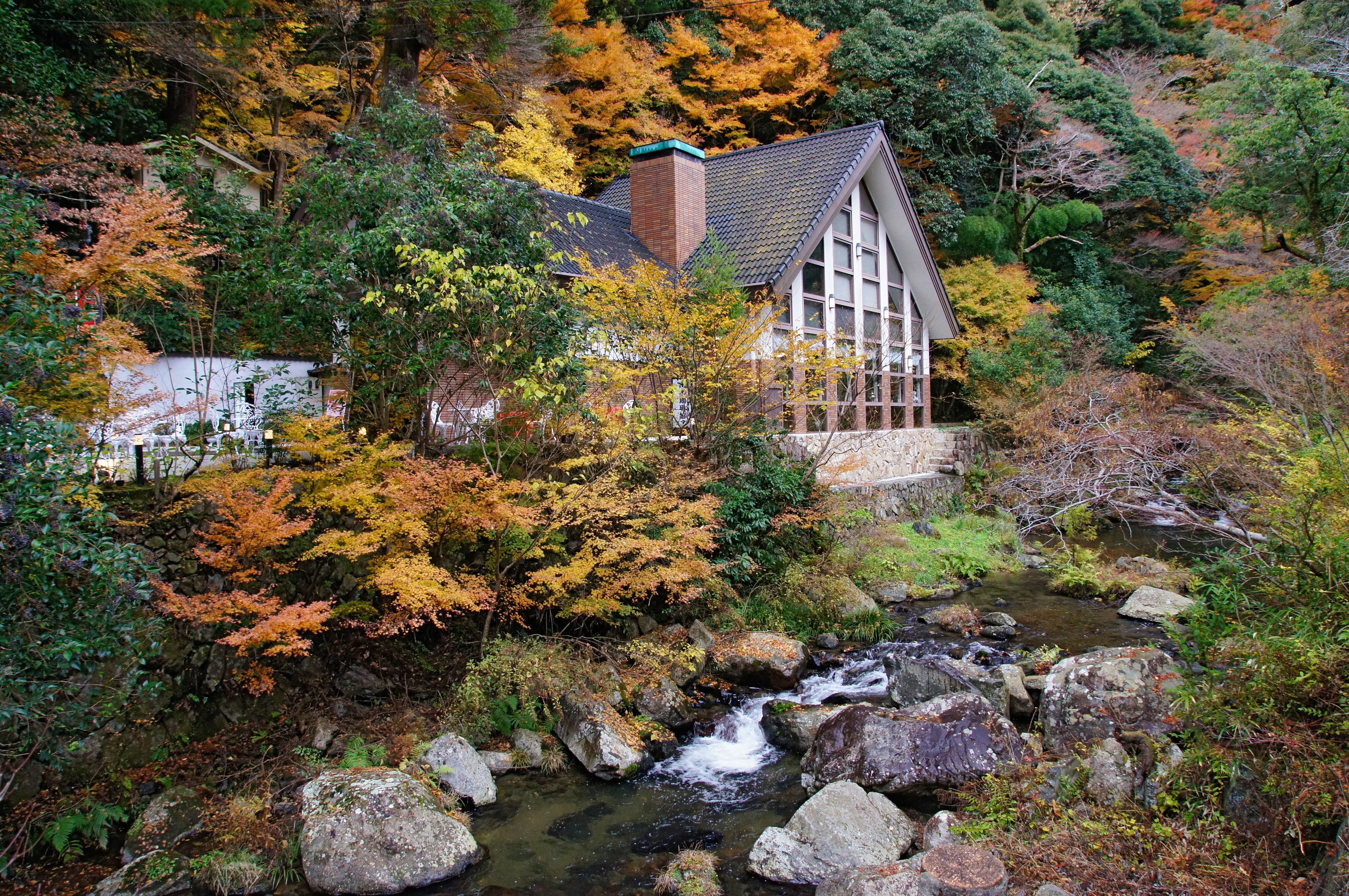
Park jesienią